# Collection de monographies ethnographiques
Collection de monographies ethnographiques (in italiano Collezioni di monografie etnografiche) è un'opera di Cyrille van Overbergh edita da A. de Wit nel 1907.
Il testo descrive in modo sistematico e con le conoscenze etnografiche di allora, tutte le tribù presenti nel Congo Belga ad inizio '900.
Tra il 1907 e il 1914 furono pubblicati 11 volumi dell'opera.